# Pleuro-pulmonales Blastom
Das Pleuro-pulmonale Blastom (PPB) ist eine sehr seltene Tumorerkrankung der Lunge (Lungentumor) oder Pleura mit Auftreten im frühen Kindesalter.
Synonyme sind: englisch cystic mesenchymal hamartoma; mesenchymal cystic hamartoma; pediatric pulmonary blastoma; pneumoblastoma; pulmonary rhabdomyosarcoma; rhabdomyosarcoma in lung cyst; CPAM/CCAM Type 4
Die Bezeichnung wurde durch die Erstautoren der Erstbeschreibung aus dem Jahre 1988 geprägt.

## Verbreitung
Die Häufigkeit ist nicht bekannt.
90 % der Blastome treten in den ersten beiden Lebensjahren auf.
Es besteht eine Prädisposition zu weiteren Tumoren beim Familiären Pleuro-pulmonalem Blastom Tumor und Dysplasie-Syndrom, jetzt als DICER1-Syndrom bezeichnet.

## Ursache
Der Erkrankung liegen bei etwa zwei Drittel Mutationen im DICER1-Gen auf Chromosom 14 Genort q32.13 zugrunde.

## Klassifikation
Folgende Einteilung ist gebräuchlich:
- Typ I PPB zystisch, Häufigkeit 14 %, Auftreten pränatal oder in den ersten 10 bis 24 Lebensmonaten, vergleichsweise günstige Prognose mit Heilungswahrscheinlichkeit von 89 %, Möglichkeit zum Rezidiv
  - Typ Ir (rückbildend), ohne nachweisbare maligne Zellen mikroskopisch, in jeder Altersgruppe möglich
- Typ II PPB zystisch-solide, Häufigkeit 48 %, Auftreten im Mittel mit 34 Monaten
- Typ III PPB solide, Häufigkeit 38 %, Auftreten im Mittel mit 44 Monaten

Heilungswahrscheinlichkeit für Typ II und III etwa 50–70 %

## Klinische Erscheinungen
Klinische Kriterien sind:
- Auftreten im Neugeborenen- und Kleinkindalter
- Atemnot (Acute Respiratory Distress Syndrome)
- Pneumonie

Es besteht eine Assoziation mit Zystisch-adenomatoider Malformation der Lunge Typ IV.
In 10 % kann zusätzlich ein Multilokuläres zystisches Nephrom auftreten.

## Differentialdiagnose
Abzugrenzen sind:
Gegenüber Typ I
- Bronchogene Zyste
- Zystisch adenomatoide Malformation der Lunge

Gegenüber Typen II und III
- Weichteilsarkom
- Primitiv neuroektodermaler Tumor
- FLIT (fetal lung interstitial tumour)

## Therapie
Die Behandlung besteht aus der operativen Entfernung und je nach Klassifikationstyp ggf. weiteren Maßnahmen.